# جولیان پو
جولیان پو (به انگلیسی: Julian Po) فیلمی محصول سال ۱۹۹۷ و به کارگردانی آلان واید است. در این فیلم بازیگرانی همچون الیزابت پنیا، کریستین اسلیتر، رابین تونی، مایکل پارکس، چری جونز، فرانکی فیزن، هارو پرسنل، الیسون جنی، لاتانیا ریچاردسون و ژلیکو ایوانک ایفای نقش کرده‌اند.